# Локади (Месина)
Локади је насеље у Италији у округу Месина, региону Сицилија.
Према процени из 2011. у насељу је живело 63 становника. Насеље се налази на надморској висини од 344 м.